# Erste Liebe
Erste Liebe är en tysk-schweizisk dramafilm från 1970 i regi av Maximilian Schell.
Filmen är baserad på Ivan Turgenjevs novell Min första kärlek.

## Utmärkelser
Erste Liebe vann Tyska filmpriset för bästa film 1971.

## Rollista i urval
- John Moulder-Brown - Alexander
- Dominique Sanda - Sinaida
- Maximilian Schell - fadern
- Valentina Cortese - modern
- Marius Goring - dr. Lushin
- Dandy Nichols - prinsessan Zasekina
- Richard Warwick - löjtnant Belovzorov
- Johannes Schaaf - Nirmatsky
- John Osborne - Maidanov